# Лејквју (Охајо)
Лејквју (енгл. Lakeview) град је у америчкој савезној држави Охајо.

## Демографија
По попису из 2010. године број становника је 1.072, што је 2 (-0,2%) становника мање него 2000. године.
| Група             | 2000.         | 2010.         |
| Белци             | 1.044 (97,2%) | 1.037 (96,7%) |
| Афроамериканци    | 1 (0,1%)      | 8 (0,7%)      |
| Азијати           | 3 (0,3%)      | 1 (0,1%)      |
| Хиспаноамериканци | 5 (0,5%)      | 11 (1,0%)     |
| Укупно            | 1.074         | 1.072         |